# Pawlo Sahrebelnyj
Pawlo Archypowytsch Sahrebelnyj (* 25. August 1924 in Soloschyne, Gouvernement Poltawa, Ukrainische SSR; † 3. Februar 2009 in Kiew, Ukraine) war ein ukrainischer Schriftsteller.

## Leben
Pawlo Sahrebelnyj trat als Siebzehnjähriger in ein Freiwilligenkorps der Roten Armee ein, studierte an der Militärakademie und kämpfte bei der Verteidigung Kiews im Zweiten Weltkrieg. 1941 wurde er verletzt und nach Fronteinsatz 1942 erneut schwer verletzt. 1945 geriet er in deutsche Kriegsgefangenschaft und wurde in einem Konzentrationslager interniert. Nach seiner Befreiung arbeitete er in der sowjetischen Militärmission in West-Deutschland und verfasste seine ersten Werke. Nach Kriegsende kehrte er zunächst in sein Heimatdorf zurück. Von 1946 bis 1951 studierte er an der Philologischen Fakultät der Universität Dnipropetrowsk und war zunächst bei der Regionalzeitung in Dnipropetrowsk tätig. In Kiew war er danach Redakteur der Zeitschrift „Heimat“ und von 1961 bis 1963 Herausgeber der „Literatur der Ukraine“ (Literaturna Ukrajina). 1964 wurde er Sekretär des ukrainischen Schriftstellerverbandes und von 1979 bis 1986 war er Vorsitzender des ukrainischen Schriftstellerverbandes.
Er schrieb Kurzgeschichten und Romane über den Zweiten Weltkrieg sowie historische und psychologische Romane. Eines seiner bekanntesten Werke ist der 1980 erschienene Roman Roksolana, über Roxelane, eine Gemahlin des osmanischen Sultans Süleyman I. Seinen Roman Jewropa 45 (Європа 45) stellte er im damaligen West-Deutschland, den Niederlanden, Frankreich und Italien vor.
1974 erhielt er mit dem Taras-Schewtschenko-Preis den Staatspreis der Ukraine und 1980 erhielt er den Staatspreis der UdSSR. Am 25. August 2004 wurde er zum Held der Ukraine ernannt.

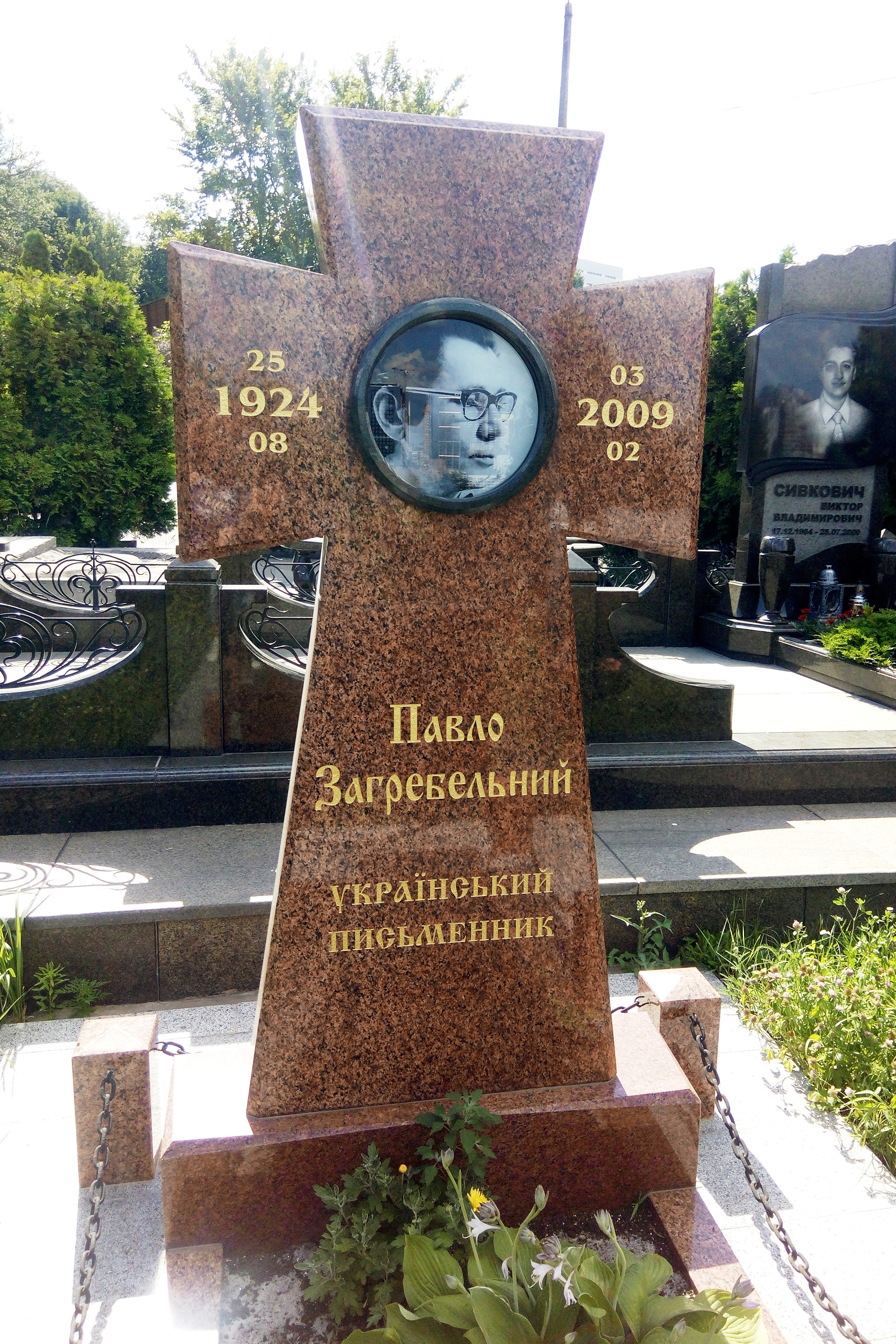
Grabstein von Pawlo Sahrebelnyj in Kiew.

Er starb in Kiew und wurde dort auf dem Baikowe-Friedhof bestattet.

## Wichtige Werke
- Dywo (Диво) (1968).
- Trilogie S pohljadu witschnosti «З погляду вічності» (1970).
- Jewpraksija (Євпраксія) (1975).
- Piwdennyj komfort (Південний комфорт) (1984).
- Roksolana (Роксолана) (1980).